# Polignoto (ceramografo)
Polignoto, o Polygnotos (in greco antico: Πολύγνωτος?, Polýgnotos) (fl. 450 a.C. / 425 a.C.), era un ceramografo attico allievo del Pittore dei Niobidi, la sua firma ci è giunta su cinque tra i circa settanta vasi di grandi dimensioni che gli sono stati attribuiti. I vasi firmati da Polignoto sono un'anfora, una pelike, due stamnoi e un cratere frammentario.

## Attività
Dal Pittore dei Niobidi, punto di riferimento tradizionale per questo autore e la sua cerchia, Polignoto si distanziò per l'influenza della contemporanea scultura fidiaca; il gruppo con Eracle e un centauro rappresentato sullo stamnos di Londra rimanda con evidenza alle metope del Partenone, ma lo stile del pittore rimase eclettico e viene facilmente confuso con quello dei pittori che gravitavano attorno alla sua bottega: una dozzina di ceramografi ai quali sono stati assegnati circa 170 vasi, mentre un numero pari di lavori è stato assegnato da John Beazley ad un meno distinto "Gruppo di Polignoto".
Le opere di Polignoto e della sua bottega rivestono una indubbia importanza storica per i collegamenti che consentono sia in direzione della tradizione da cui discendono, sia nella trasmissione di quest'ultima verso i suoi sviluppi successivi. Tra gli altri artisti della bottega, anch'essi formatisi presso l'officina del Pittore dei Niobidi (della quale l'officina di Polignoto forse non è che la continuazione), si distinguono tra i più noti e originali il Pittore di Peleo e il Pittore di Lykaon. Il Pittore di Christie, leggermente più giovane dei precedenti e contemporaneo del Pittore di Cleofonte, è riconosciuto come uno dei ceramografi più influenti nella formazione dei ceramografi a figure rosse del sud Italia. Il Pittore del dinos, allievo del Pittore di Cleofone, ebbe a sua volta una grande influenza nello sviluppo delle figure rosse attiche del IV secolo a.C.